# 福本愛菜
福本愛菜（日語：福本 愛菜，1993年3月25日—）是日本女藝人，為女子偶像團體NMB48 Team N前成員以及著名搞笑劇團吉本新喜劇前成員，奈良縣橿原市出身，所屬經紀公司為吉本興業。

## 經歷
2010年
- 9月20日、參加『NMB48一期生徵選會』合格（參加總數7,256名、最終合格者26名）。
- 10月9日、在『Visit Zooキャンペーン応援プロジェクト AKB48 東京秋祭り supported by NTTぷらら』以NMB48第1期研究生26名之1人首次登場。

2011年
- 1月1日、NMB48劇場落成，舉行『NMB48 1期生「為了誰」』公演，選抜成員16名之一人在劇場公演出道。
- 3月10日、NMB48第1期研究生25名中選出了16名做為N組的成員結成Team N。

2012年
- 5月至6月舉行的『AKB48第27張單曲選拔總選舉』中得到6,912票獲得第43位，選為Next Girls[2]。AKB48名義單曲是初次選抜。
- 11月25日大阪市舉行大阪馬拉松2012中作慈善跑者出場，以4小時08分45秒跑完全程[3][4]。

2013年
- 2月23日、TeamN『為了誰』復活公演中發表從NMB48畢業[5][6]。
- 7月1日、從NMB48劇場公演中畢業，翌日由原來的母公司KYORAKU吉本經紀公司旗下移籍至子公司旗下。
- 7月8日、以研究生的身份加入吉本新喜劇（日语：吉本新喜劇）劇團。
- 7月16日、首次以新喜劇研究生身份演出。
- 2019年1月14日，在個人Twitter宣布已於13日從吉本新喜劇退團[7]。退團後，繼續演藝活動[8]。
- 2025年3月25日，宣布結婚，並已懷孕[9]。

## 人物
- 運動神經很好，6歲至12歲到游泳教室[10]，在小學4年級時學習排球[11]，中学是軟式網球部所屬[12]。

## NMB48參加曲

### 單曲CD選拔曲
- 絕滅黑髮少女
  - 青春的單圈時間
  - 認輸我的夏天 - 白組名義
  - 三日月的背影
- Oh My God!
  - 我在等待
  - 結晶 - 白組名義
  - 謊言的天秤 - NMB7名義
- 純情U-19
  - 向右轉! - 紅組名義
  - 恋愛的速度 - NMB7名義
- 海岸邊最可愛的女孩！
  - 最後的淨化  - 白組名義
  - 初戀的方向和PLAYBALL  - NMB7名義
- Virginity
  - 妄想女朋友
  - 其實並不存在 - 紅組名義
- 北川謙二
  - 恋愛被害届 - 紅組名義

AKB48名義
- 「格子花紋」收錄 
  - DoReMiFa音痴 - Next Girls名義
- 「永遠的壓力」收錄 
  - HA! - NMB48名義

### 專輯選抜曲
NMB48名義
- 『尖端頂點之上!』收錄 
  - 尖端頂點之上!
  - 12月31日
  - Lily - teamN名義

### 劇場公演公演曲
TeamN 1st Stage「為了誰」公演
1. 騎士

TeamN 2nd Stage「青春女孩」公演
1. Blue rose
2. 放浪之夏

## 演出

### 綜藝節目
- 明星尋找太郎「NMB48プロジェクト」（東京電視台）
- AKBINGO!（2011年2月2日、2013年1月2日 - 、日本電視台）
- docking48（2011年4月19日 - 2013年3月26日、關西電視台）
- 難波撫子（2011年7月12日 - 12月28日、日本電視台）
- 發現!仰天!!Puremiamon!!!週六是不行喲!（2011年 - 、讀賣電視台）
- 「こんな美味いの初めて 関西味覚の秘境旅」（2012年2月26日、MBS）※関西地区限定
- 「ケンコバ・陣内・たむけんのめっちゃええやん！ 韓国旅　食べチャ〜買っチャ〜キレイになっチャ〜100連発!!」（2012年3月25日、關西電視台）※關西地区限定[13]
- 熱血!人情派喜劇Shakariki駐在先生（2012年4月8日 - 2013年3月31日、ABC）5upよしもと每週四公開收錄。
- NMB48 藝人!（2012年7月3日 - 9月25日、日本電視台）
- Aruaru YY電視（2012年9月3日 、TVQ九州放送）
- 吉本新喜劇 (电视节目)（日语：よしもと新喜劇）（2013年8月3日 - 、毎日放送）※不定期演出

### CM
- 魔物獵人3G（2011年11月 - 、CAPCOM） - 德井義實（Tutorial）、與スリムクラブ共演
- JOYSOUND（2012年6月-） - Next Girls

### 廣播
- MBSうたぐみ Smile×Songs「NMB48のTEPPENラジオ」（2011年10月24日 - 2013年6月26日、MBS電台）

## 書籍

### 雜誌・新聞連載
- ぱーぷる（2011年6月25日 - 、エヌ・アイ・プランニング） - 「NMB48あいにゃんorみるきーの奈良めぐり」與渡辺美優紀共同連載。

## 外部連結
- （日語）吉本興業個人介紹頁 （页面存档备份，存于）
- （日語）福本愛菜のミラクル★日記 - 日本雅虎部落格（2014年3月16日 - 2015年7月18日）
- （日語）NMB48個人介紹頁
- （日語）NMB48官方部落格「福本愛菜」
- （日語）福本愛菜的X（前Twitter）（2015年3月22日 - ）
- （日語）福本愛菜的Instagram帳戶（2016年6月1日 - ）
- （日語）YouTube上的福本愛菜頻道（2021年3月25日 - ）